# Langton Towungana
Langton Towungana est un homme politique zimbabwéen. Il fut un candidat inattendu à l'élection présidentielle de 2008, n'étant pas une figure connue en politique.
Towungana est un enseignant et homme d'affaires, et habite la ville de Victoria Falls, près des chutes du même nom. Il axa sa campagne politique sur ce qu'il affirmait être la nécessité d'un gouvernement d'unité nationale et d'une intervention divine pour résoudre les problèmes du Zimbabwe :

« Seul Dieu peut nous sauver. Dieu, et non pas l’homme, nous indiquera la voie à suivre. […] Il n’y a pas de nourriture dans les magasins. Tout le monde pleure. Dans les zones rurales, il n’y a pas de sucre. Il n’y a pas de pain. […] En tant que croyant, j’ai pensé que je devais participer à cette course pour les présidentielles. »

Il obtint 0,6 % des voix.